# Ян Нєвядомський
Ян Нєвядо́мський (пол. Jan Niewiadomski; 24 березня 1840, Самбір — 21 травня 1914, Дрогобич) — польський пекар, фінансист, бургомістр Дрогобича в 1905—1907 роках.

## Життєпис

### Походження, юнацтво
Рід Яна Нєвядомського походить від шляхетської гілки гербу Прус (по лінії Владислава Нєвядомського). Батько Яна Нєвядомського Антоній Нєвядомський був відомим самбірським пекарем, який до середини ХІХ ст. зберігав традицію ранньомодерного пекарства.
Ян Нєвядомський народився 24 березня 1840 року в Самборі. Упродовж 1847—1854 навчався в самбірських школах. 1856 року юнак закінчив другий клас самбірської гімназії, однак він полишає гімназію і розпочинає навчання ремесла пекарства при пекарні батька. У лютому 1856 року Ян Нєвядомський розпочав свою «ремісничу подорож по світу» з метою отримання доброго фаху пекаря. У Львові працював помічником пекаря. Згодом він вирушає до Станиславова, Чернівців і доходить аж до міста Гурагумори, що на півночі Румунії в повіті Сучава. Там працював у відомого пекаря Горварта. Після цього вирушив до Трансільванії у місто Клаузенбург (угорською Колошвар), де вперше отримав постійне місце праці. Через деякий час дістався Карлсбурґа, далі до міста Банат.
Брав активну участь у визвольному повстанні польського народу 1863—1864 років, спрямованому проти влади російської імперії. Отримав військове звання капрала першої компанії карабінерів, брав участь в кампаніях, які велись на території Ведлинського та Лопатинського лісів, також у здобутті Радивилова, а згодом і у боях за міста Броди, Золочів та Львів. 1864 року підрозділ Яна Нєвядомського передислокували у Самбір, тут було проведено розквартирування солдат, після якого він повернувся до Дрогобича.

### Діяльність у Дрогобичі
25 листопада 1864 року Ян одружився з Аполонією з Ричайликів, дочкою Миколи та Юлії зі Стоцьких, які мешкали в Стебнику. Після народження доньки 1865 р. викупив від пані Облочинської міську пекарню в Дрогобичі. 1875 року купив у Дрогобичі приватну садибу у Францішки Криницької та Францішки Ножанської. Наприкінці 1870-х років Нєвядомський долучився до будівництва «Ощадного Товариства» (сьогодні центральне відділення Ощадбанку), де посів посаду директора. Рятуючи інституцію від боргів, Нєвядомський перетворив її на найстабільнішу фінансову структуру міста.
Політичну кар'єру почав здобувати в рядах пропольської «саської партії», назва котрої походило від прізвища шляхетського роду Сас, керованої у 1879—1887 роках бургомістром Віктором Сас Блажовським. Протягом 1879—1882 років Ян Нєвядомський обіймав посаду четвертого асесора в ґмінній раді дрогобицького магістрату. Від 1882 до 1885 року Ян Нєвядомський входив до числа групи від міської ґміни, яка працювала при Дрогобицькій повітовій раді.
1885 року Ян Нєвядомський керував усіма фінансовими операціями великої програми прокладання міських каналізацій. У травні 1885 року на вулиці Трускавецькій, неподалік залізничної станції Дрогобич-Трускавець, Нєвядомський відкрив єдиний в окрузі приватний комплекс відпочинку холодних ванн та отеплених басейнів з душем, пристосованих до купань у літній час.